# After Laughter
Albums de Paramore
Paramore
(2013)
Singles
1. Hard Times
Sortie : 19 avril 2017
2. Told You So
Sortie : 3 mai 2017
3. Fake Happy
Sortie : 29 août 2017
4. Rose-Colored Boy
Sortie : 5 février 2018
5. Caught in the Middle
Sortie : 26 juin 2018

After Laughter est le cinquième album studio du groupe de rock américain Paramore. Il sort le 12 mai 2017, par l’intermédiaire de la maison de disques Fueled by Ramen, en tant que successeur à leur opus éponyme dévoilé en 2013. Il est produit par le guitariste Taylor York, ainsi que par un collaborateur de longue date, Justin Meldal-Johnsen. C’est le premier album du groupe depuis le retour du batteur Zac Farro qui, avec son frère Josh, décide de prendre ses distances en 2010, mais égalent depuis le départ de l’ancien bassiste Jeremy Davis, qui a quitté la troupe en 2015. Musicalement parlant, After Laughter s’écarte totalement de l’univers sonique, inspiré par la pop punk et le rock alternatif, que le groupe a forgé depuis plusieurs années. Ici, les thèmes évoqués papillonnent autour de l’épuisement, de la dépression et de l’angoisse, contrastant ainsi avec le paysage musical enjoué et vibrant des compositions.
Dès sa sortie, After Laughter a reçu les éloges de la critique musicale, qui a loué la nouvelle direction sonore du groupe et le son new wave et synthpop des années 1980 sur l'album.
Cinq morceaux ont été exploités dans la continuité de sa promotion. Ainsi, la chanson Hard Times paraît le 19 avril 2017 en tant que premier single, deux semaines avant Told You So, le 3 mai, vient ensuite Fake Happy le 29 août Rose-Colored Boy, qui sort le 5 février 2018 et enfin Caught in the Middle qui sort le 26 juin, le dernier single de After Laughter.

## Fiche technique

### Liste des morceaux
Toutes les chansons sont écrites et composées par Hayley Williams et Taylor York, sauf mention contraire.
| No  | Titre                | Auteur                      | Durée |
| --- | -------------------- | --------------------------- | ----- |
| 1.  | Hard Times           |                             | 3:02  |
| 2.  | Rose-Colored Boy     | Williams, York, Zac Farro   | 3:32  |
| 3.  | Told You So          |                             | 3:09  |
| 4.  | Forgiveness          |                             | 3:39  |
| 5.  | Fake Happy           |                             | 3:55  |
| 6.  | 26                   |                             | 3:41  |
| 7.  | Pool                 | Williams, York, Farro       | 3:52  |
| 8.  | Grudges              | Williams, York, Farro       | 3:07  |
| 9.  | Caught in the Middle |                             | 3:34  |
| 10. | Idle Worship         |                             | 3:18  |
| 11. | No Friend            | Williams, York, Aaron Weiss | 3:23  |
| 12. | Tell Me How          |                             | 4:20  |

### Crédits
Paramore
- Hayley Williams : chant, claviers, percussions
- Taylor York : guitare, claviers, marimba, chœurs
- Zac Farro : batterie, percussions, claviers, cloche, chœurs